# Лун-Лейк 235
Лун-Лейк 235 (англ. Loon Lake 235) — індіанська резервація в Канаді, у провінції Альберта, у межах муніципального району Лессер-Слейв-Рівер № 124.

## Населення
За даними перепису 2016 року, індіанська резервація нараховувала 555 осіб, показавши зростання на 8,6%, порівняно з 2011-м роком. Середня густина населення становила 10,1 осіб/км².
З офіційних мов обидвома одночасно володіли 5 жителів, тільки англійською — 550. Усього 185 осіб вважали рідною мовою не одну з офіційних, з них усі — одну з корінних мов.
Працездатне населення становило 63,9% усього населення, рівень безробіття — 23,9%.
Середній дохід на особу становив $36 051 (медіана $25 312), при цьому для чоловіків — $40 440, а для жінок $31 848 (медіани — $28 736 та $25 088 відповідно).
12,5% мешканців мали закінчену шкільну освіту, не мали закінченої шкільної освіти — 68,1%, 20,8% мали післяшкільну освіту, з яких 20% мали диплом бакалавра, або вищий.
| Статево-вікова структура населення | Статево-вікова структура населення | Статево-вікова структура населення | Статево-вікова структура населення | Статево-вікова структура населення |
| ---------------------------------- | ---------------------------------- | ---------------------------------- | ---------------------------------- | ---------------------------------- |
|                                    |                                    |                                    |                                    |                                    |
| Всього                             | Всього                             | 47,3%52,7%                         |                                    |                                    |
| 0 — 14 років                       | 0 — 14 років                       |                                    | 34,8%                              | 34,8%                              |
| 15 — 64 років                      | 15 — 64 років                      |                                    | 61,6%                              | 61,6%                              |
| 65 і більше                        | 65 і більше                        |                                    | 3,6%                               | 3,6%                               |
| Середній вік (років)               | Середній вік (років)               | 27,325,8                           | 26,5                               | 26,5                               |
| Медіана (років)                    | Медіана (років)                    | 24,223,4                           | 23,9                               | 23,9                               |
| — чоловіки — жінки                 |                                    |                                    |                                    |                                    |

| Походження мешканців:     | Походження мешканців:     | Походження мешканців: | Походження мешканців: | Походження мешканців: |
| ------------------------- | ------------------------- | --------------------- | --------------------- | --------------------- |
| Походження                |                           |                       | осіб                  | %                     |
| Корінні американці        | Корінні американці        |                       | 535                   | 96.4%                 |
| Інше північноамериканське | Інше північноамериканське |                       | 0                     | 0%                    |
| Європейське               | Європейське               |                       | 115                   | 20.72%                |
| британське                | британське                |                       | 45                    | 8.11%                 |
| французьке                | французьке                |                       | 70                    | 12.61%                |

## Клімат
Середня річна температура становить 1,1°C, середня максимальна – 21,5°C, а середня мінімальна – -23,4°C. Середня річна кількість опадів – 447 мм.
| Клімат поселення                              | Клімат поселення | Клімат поселення | Клімат поселення | Клімат поселення | Клімат поселення | Клімат поселення | Клімат поселення | Клімат поселення | Клімат поселення | Клімат поселення | Клімат поселення | Клімат поселення | Клімат поселення |
| Показник                                      | Січ.             | Лют.             | Бер.             | Квіт.            | Трав.            | Черв.            | Лип.             | Серп.            | Вер.             | Жовт.            | Лист.            | Груд.            |                  |
| Середній максимум, °C                         | −10,16           | −5,23            | 0,39             | 9,40             | 15,88            | 20,32            | 21,50            | 20,30            | 14,88            | 8,80             | −1,49            | −8,12            |                  |
| Середня температура, °C                       | −16,78           | −11,84           | −6,22            | 2,80             | 9,24             | 13,70            | 15,87            | 14,66            | 9,20             | 3,17             | −7,12            | −13,76           |                  |
| Середній мінімум, °C                          | −23,4            | −18,47           | −12,85           | −3,83            | 2,62             | 7,09             | 10,21            | 9,00             | 3,60             | −2,46            | −12,75           | −19,4            |                  |
| Норма опадів, мм                              | 25               | 19               | 20               | 20               | 40               | 72               | 79               | 57               | 43               | 26               | 22               | 24               |                  |
| Середньомісячна швидкість вітру, м/с          | 3.10             | 3.10             | 3.30             | 3.40             | 3.40             | 3.20             | 2.80             | 2.80             | 3.10             | 3.50             | 3.10             | 3.00             |                  |
| Середньомісячна сонячна радіація, кДж/м²·день | 2534             | 5705             | 11127            | 16843            | 20391            | 21821            | 21246            | 17241            | 11220            | 6112             | 2841             | 1741             |                  |
| --------------------------------------------- | ---------------- | ---------------- | ---------------- | ---------------- | ---------------- | ---------------- | ---------------- | ---------------- | ---------------- | ---------------- | ---------------- | ---------------- | ---------------- |
| Джерело:                                      |                  |                  |                  |                  |                  |                  |                  |                  |                  |                  |                  |                  |                  |